# La Momie engloutie
La Momie engloutie est le 1er album de la série de bande dessinée Papyrus de Lucien De Gieter. Pré-publié dans le journal de Spirou au numéro 1867 (24/01/1974) en une histoire complète de 16 pages La Momie engloutie puis au numéro 1878 (11/04/1974) une histoire complète de 12 pages Le Voyageur du fantastique et une histoire à suivre du numéro 1901 (19/09/1974) jusqu'au numéro 1903 (03/10/1974). L'ouvrage est publié en juillet 1978.

## Synopsis
Papyrus est un jeune fellah vivant dans l’Égypte ancienne. Une nuit, alors qu’il dort, son embarcation part à la dérive. Il se réveille au cœur d’une jungle inhospitalière. Enfermé par une tribu de pygmées au fond d’un puits, il va y découvrir une somptueuse momie. Celle-ci renferme une jeune fille bien vivante. Il s’agit de l’héritière du trône, donnée pour morte dans tout le royaume. Papyrus acquiert un glaive magique et sauve la princesse Théti-Chéri, dont il devient le protecteur et le confident. Il aura fort à faire pour protéger son amie des complots et des manœuvres ourdis par les prêtres d'Amon ou les princes fourbes acharnés à la perdre.

## Personnages principaux
- Le pêcheur Papyrus
- La princesse Nefernéferou Théti-Chéri
- La déesse aux cheveux resplendissants, fille du dieu Sébek
- Pharaon Mérenptah
- Le grand vizir Sinouhit
- L'officier des chars du désert Semkhat

### Documentation
- Jean Léturgie, « La Momie engloutie », Schtroumpfanzine, no 23,‎ octobre 1978, p. 24.